# Sturgeon Bay (Wisconsin)
Sturgeon Bay – miasto w Stanach Zjednoczonych, w stanie Wisconsin, w hrabstwie Door.